# Donzac, Gironde
Donzac är en kommun i departementet Gironde i regionen Nouvelle-Aquitaine i sydvästra Frankrike. Kommunen ligger i kantonen Cadillac som tillhör arrondissementet Langon. År 2022 hade Donzac 123 invånare.

## Befolkningsutveckling
Antalet invånare i kommunen Donzac
Referens:INSEE